# باشگاه فوتبال آفتودور ولادی‌قفقاز
باشگاه فوتبال آفتودور ولادی‌قفقاز (روسی: ФК «Автодор» Владикавказ) یک باشگاه فوتبال در شهر ولادی‌قفقاز در کشور روسیه بود. این باشگاه در لیگ دسته دوم فوتبال روسیه و لیگ دسته اول فوتبال روسیه بازی می‌کرد. این باشگاه در سال ۱۹۸۳ تأسیس شد و در سال ۲۰۱۱ منحل شد. Tedeyev SOK Stadium محل برگزاری بازی‌های خانگی این باشگاه بود.